# Тиршнек
Тиршнек (њем. Thierschneck) општина је у њемачкој савезној држави Тирингија. Једно је од 93 општинска средишта округа Зале-Холцланд. Према процјени из 2010. у општини је живјело 120 становника. Посједује регионалну шифру (AGS) 16074099.

## Географски и демографски подаци
Тиршнек се налази у савезној држави Тирингија у округу Зале-Холцланд. Општина се налази на надморској висини од 305 метара. Површина општине износи 2,7 km². У самом мјесту је, према процјени из 2010. године, живјело 120 становника. Просјечна густина становништва износи 44 становника/km².